# Christoph (Metropolit)

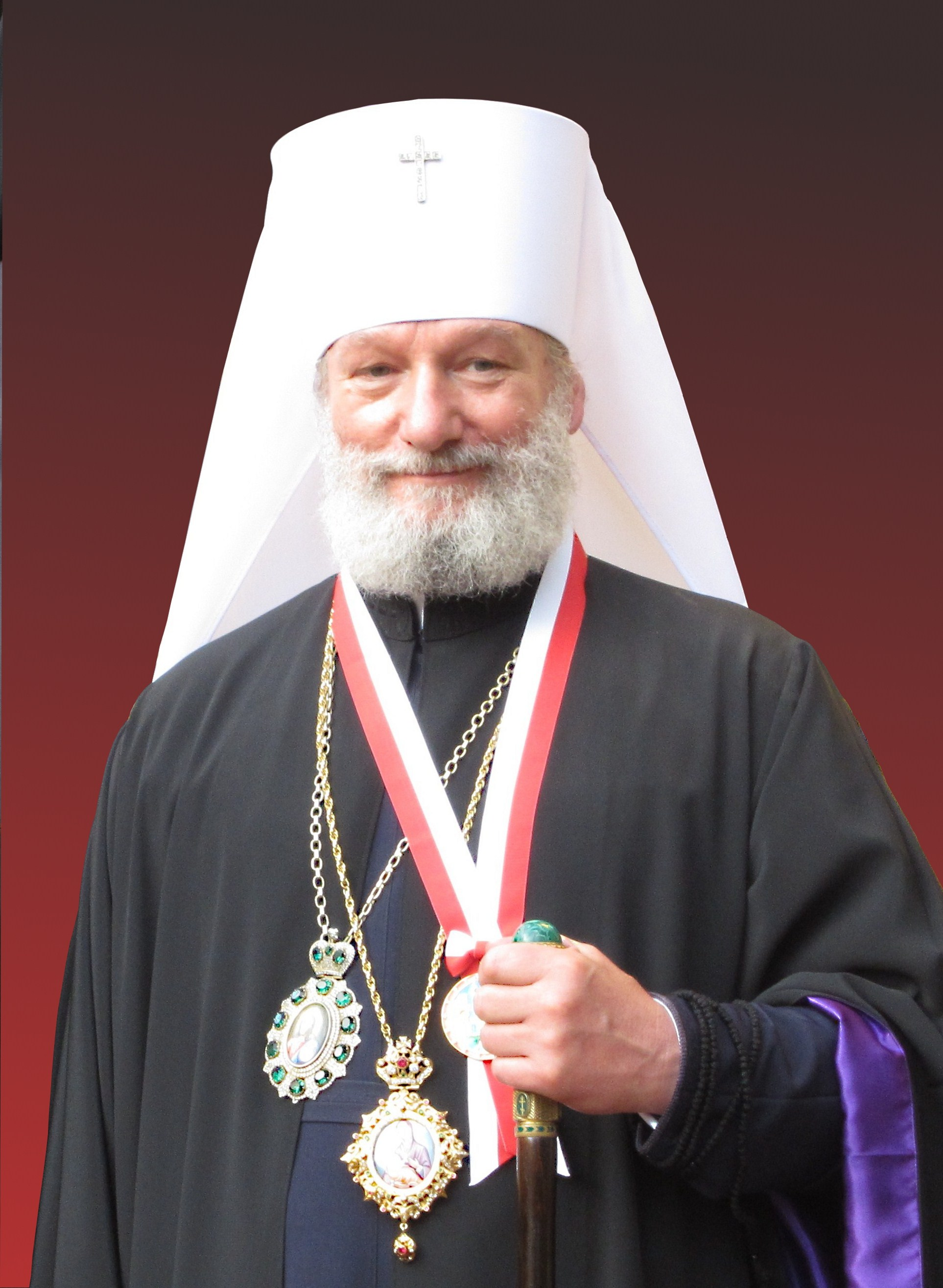

Christoph (* 29. Juni 1953 in Prag als Radim Pulec) ist Erzbischof von Prag und war bis zum 12. April 2013 Metropolit der Orthodoxen Kirche der Tschechischen Länder und der Slowakei.
Pulec wurde am 11. November 1974 zum Diakon und am 25. Dezember gleichen Jahres zum Priester geweiht. 1985 trat er in das Dreifaltigkeitskloster von Sergijew Possad ein und gab sich den Ordensnamen Christoph. 1987 wurde er zum Archimandrit ernannt und diente an der Kirche St. Cyrill und Method in Prag. 1988 erfolgte die Bischofsweihe und er wurde zum Bischof von Olmütz und Brünn gewählt. Am 28. Mai 2006 folgte Christoph, der bereits seit 2000 Erzbischof von Prag war, als Nachfolger von Nikolaj im Amt des Metropoliten von Tschechien und der Slowakei. Am 12. April 2013 legte er sein Amt nieder, nachdem er beschuldigt wurde, seine Gelübde gebrochen zu haben. Als Grund für seinen Rücktritt nannte Christoph die Notwendigkeit, die Einheit der Kirche zu bewahren. Die gegen ihn vorgebrachten Anschuldigungen bestritt er.